# 哈特拉村屠杀
哈特拉村屠杀是叙利亚内战期间叙利亚反对派武装于2013年6月1日在叙利亚东部靠近代尔祖尔的哈特拉村犯下的一起屠杀事件，在屠杀中有60名什叶派村民遇害。遇害者中有一些是有武装，但至少30人是平民。而根据联合国的报告，在屠杀中有30人遇害。
反对派武装进攻和占领哈特拉村据报道是对来自该村的亲政府什叶派民兵之前一天发动进攻的报复。当时什叶派民兵进攻了村子附近的一处反对派武装的据点，打死4名反对派武装分子。
6月11日，一段视频被上传到网上，标题为“攻击和清洗哈特拉”。视频中显示武装分子在举行庆祝活动并挥舞着绘有萨拉菲主义字样的黑色旗帜。武装分子的话中带有浓重的教派主义色彩。拍摄这段视频的摄影师说道：“这就是什叶派，这是什叶派的尸体，这就是他们的结局。”这段视频显示犯下屠杀罪行的不是叙利亚人，可能是来自科威特。根据一名在当地活动的伊斯兰主义活动人士的Facebook主页，叙利亚自由军和胜利阵线的成员卷入了这起屠杀。
根据反对派活动人士的说法，大部分的死者是亲政府的什叶派民兵，但也有平民被杀，其中包括妇女和儿童。死者中还包括3名什叶派神职人员。阿拉伯叙利亚通讯社（SANA）声称屠杀中有30名平民遇害。在反对派占领该村期间，反对派武装分子还焚烧了民宅以及一座什叶派清真寺。在袭击中有10名反对派武装丧生。大约150名什叶派村民逃往了附近政府军控制的Jafra村。
这起屠杀事件凸显了“叙利亚国内冲突中浓厚的教派斗争属性”。来自科威特的武装分子头目Shafi al-Ajmi威胁称将对阿勒颇附近的Nubl和al-Zahraa两座什叶派村庄发动袭击并杀死那些叙利亚政府的支持者。